# لوك سيكما
لوك سيكما (بالإنجليزية: Luke Sikma)‏ مواليد 30 يوليو 1989، هو لاعب كرة سلة أمريكي سابق. بدأ مسيرته الاحترافية في سنة 2011. لعب مع فالنسيا باسكت. حمل الرقم 43. يبلغ طوله 6 قدم 8 بوصة (2.0 م).

## المسيرة الاحترافية
لعب مع نادي دي لا بالما لكرة السلة في موسم 2011–2012، ثم لعب مع كانارياس لكرة السلة في الدوري الإسباني من سنة 2013 إلى 2015، ثم لعب مع فالنسيا باسكت في سنة 2015.

## روابط خارجية
- لوك سيكما على موقع الدوري الأوروبي لكرة السلة (الإنجليزية)
- لوك سيكما على موقع سبورتس رفرنس (الإنجليزية)
- لوك سيكما على موقع الدوري الإسباني لكرة السلة (الإسبانية)
- لوك سيكما على موقع كرة السلة الأوروبية.كوم (الإنجليزية)
- لوك سيكما على موقع كلية كرة السلة في سبورتس رفرنس.كوم (الإنجليزية)
- لوك سيكما على موقع ريلجم (الإنجليزية)
- لوك سيكما على موقع بروبوليرز (الإنجليزية)
- لوك سيكما على موقع سبورتس رفرنس (الإنجليزية)